# One Off
One Off (わんおふ -one off- Wan Ofu?) es una animación de video original, dirigida Junichi Sato y producida por TYO Animations en colaboración con Honda. La serie de cuatro episodios fue lanzada en dos volúmenes, publicados el 28 de noviembre de 2012 y el 21 de diciembre de 2012 respectivamente. También fue transmitido por AT-X el 5 de agosto de 2012 y 7 de octubre de 2012 respectivamente. Honda es patrocinador de la animación.

## Resumen
Shiozaki Haruno es la heroína de esta historia, ella va a una escuela secundaria por parte de Honda Giorno. Ella vive en un pequeño pueblo donde usan motonetas para transportarse de un lugar a otro, donde Shiozaki tiene una vida tranquila con sus padres, pero en el pueblo se hacen festivales que atraen a muchos turistas, y debido a que los padres de Shiozaki tienen un restaurante, necesitan ayuda, y contratan a una chica australiana llamada Cynthia que es una aventurera que está de visita por el lugar. Esta nueva chica motiva a las amigas de Shiozaki a que cumplan sus sueños pero Shiozaki es muy pesimista y no hace caso argumentando que no todos pueden hacer lo que sueñan. Ella ha pasado toda su vida haciendo encargos todos los días, aunque durante su infancia ella era extrovertida y quería viajar por el mundo, pero la monotonía y el tiempo cambió eso. Cynthia vuelve a despertar en ella aquella chica extrovertida que quería ser aventurera cuando era niña.

## Personajes
Shiozaki Haruno (汐崎 春乃?)
Voz por Saori Gotō.
Es la protagonista de la historia, ella vive en el Niwa Café y pasa gran parte de su tiempo en el taller de motocicletas de Honda del pueblo. Ella tiene la costumbre de soñar despierta y tiene una mirada pesimista sobre las cosas, creyendo que lo imposible es imposible. Ella comienza a ver las cosas de una forma diferente cuando conoce a Cynthia.
Sayo Kaburagi (鏑木 小夜 Kaburagi Sayo?)
Voz por Saori Hayami.
Es una de las amigas de Shiozaki, ella anda en una Honda Super Cub.
Anri Bessho (別所 杏里 Bessho Anri?)
Voz por Sayuri Yahagi
Es una de las amigas de Shiozaki, ella anda en una Honda Benly. A ella le gusta mucho componer canciones con perro mascota llamado Maro. Ella recompone una canción que originalmente es de Shiozaki, porque Shiozaki también le gustaba cantar cuando era una niña.
Rie Maezono (前園 利絵 Maezono Rie?)
Voz por Eri Kitamura
Es una de las amigas de Shiozaki, ella está en un año escolar menor al de Shizaki y las otras amigas. Debido a que aún no tiene la edad para conducir motocicleta tiene que usar una bicicleta para transportarse mientras que las amigas usan sus motonetas. Ella desea tener una Honda Zoomer cuando tenga la edad suficiente. Ella admira mucho a Cynthia por las aventuras que esta ha tenido.
Cynthia B. Rogers (シンシア・B・ロジャース Shinshia Bī Rojāsu?)
Voz por Yu Kobayashi
Es una motociclista Australiana que llega al pueblo donde vive Shiozaki para trabajar en el Café Niwa. Ella tiene una personalidad explosiva y carismática, ella cree que si una persona tiene un sueño, debe cumplirlo y no redirse, esa actitud fue lo que convenció a Shiozaki a volver a creer que puede ser como siempre quiso. Cynthia ha viajado por muchos paices en su motocicleta y le cuenta a las Shiozaki y sus amigas las aventuras que ha vivído durante sus viajes. Ella usa una motocicleta Honda CBR250.
Kageyama (影山?)
Voz por Megumi Ogata
Es una motociclista quien es amiga de Cynthia.

## Lista de episodios
| # | Episodios | Título                                                                   | Título (Episodio 2)                                                                        | Estreno              | Fecha (BD/DVD)          |
| --- | --------- | ------------------------------------------------------------------------ | ------------------------------------------------------------------------------------------ | -------------------- | ----------------------- |
| 1 | 1+2       | «Viento en la terraza del café» «Kaze no Kafe Terasu» (風のカフェテラス) | «La obertura de Haruno» «Haruno Ōbāchua» (はるのオーバーチュア)                            | 5 de agosto de 2012  | 28 de noviembre de 2012 |
| Haruno es una chica que vive con sus padres en un café y restaurante en las montañas, le gusta andar en ciclomotores con sus amigas. Los padres de Haruno pronto contratan a una camarera para que les ayude en el café debido a que se acerca la temporada de visitantes fanáticos de las estrellas debido a que se ven mejor en el pueblo, esta nueva camarera es una motociclista Australiana que ha viajado por el mundo en su motocicleta llamada Cynthia B. Rogers. Esta chica es extrovertida y motiva a los demás a cumplir sus sueños pero Haruno tiene la mente más cerrada y no acepta que Cynthia motive a los demás a cumplir sus sueños porque ella piensa que no es posible para algunos lograrlo. Haruno se mantiene desafiante acerca de sus propias limitaciones. Luego las amigas de Haruno le cuentas a Cynthia que ella cuando era una niña solía ser como Cynthia, así que decide llevar a Haruno a dar un paseo por la playa donde le hace recordar a Haruno que uno mismo marca sus límites. Al llegar a la playa Cynthia le dice que está bien recibir ayuda de los demás. |           |                                                                          |                                                                                            |                      |                         |
| 2 | 3+4       | «Poko a Poko» «Poko a Poko» (ぽこ・あ・ぽこ)                             | «Y el comienzo de nuestros recuerdos» «Soshite Hajimaru Memorīzu» (そして始まるメモリーズ) | 7 de octubre de 2012 | 21 de diciembre de 2012 |
| A medida que el café se prepara para un evento de observación de estrellas, Cynthia se calienta a la idea de Haruno actuando en un concierto, pero Haruno carece de confianza, incluso después de sugerirselo a sus amigas. Después Haruno conversa un poco con uno de los observadores de estrellas, que resulta ser uno de los amigos de Cynthia, Kageyama, las amigas de Haruno deciden que deben probar que tienen un mini concierto en el café, nombrando a su unidad Poko a Poko. Más tarde, Haruno se entera de que Cynthia pronto partirá hacia Australia. Como Haruno se deprime, Kageyama le da un poco de aliento. Haruno y las demás chicas practican mucho para su concierto y darle a Cynthia una actuación de despedida. Como Cynthia se prepara para disfrutar de sus vacaciones, Haruno le hace la promesa de que algún día iría a verla. |           |                                                                          |                                                                                            |                      |                         |

## Temas musicales
- Tema de apertura

Yakusoku no Basho (約束の場所?  en español "Tierra prometida")
Por ROUND TABLE y Nino
- Tema de cierre

Memories (メモリーズ Memorīzu?, en español "Recuerdos")
Por ROUND TABLE y Nino